# غوردون إم. كرايغ
غوردون إم. كرايغ (بالإنجليزية: Gordon M. Craig)‏ هو جندي أمريكي، ولد في 1 أغسطس 1929 في بروكتون في الولايات المتحدة، وتوفي في 10 سبتمبر 1950 في كوريا في ممالك كوريا الثلاث.